# Victor Hope
Victor Hope, 2. markiz Linlithgow (ur. 24 września 1887 w Windsorze, zm. 5 stycznia 1952 w South Queensferry) – brytyjski polityk, działacz państwowy i administrator kolonialny. W latach 1936–1943 był wicekrólem Indii i pełnił to stanowisko najdłużej ze wszystkich zajmujących je osób. Związany z Partią Konserwatywną.
Był synem 1. markiza Linlithgow, pierwszego w historii gubernatora generalnego Australii. W 1908 odziedziczył ojcowski tytuł i zasiadł w Izbie Lordów. W czasie I wojny światowej walczył na froncie zachodnim. Dosłużył się stopnia pułkownika oraz Orderu Imperium Brytyjskiego. W okresie międzywojennym pełnił szereg stanowisk publicznych, nigdy nie były to jednak funkcje bardzo eksponowane. Był m.in. przewodniczącym Rady Badań Medycznych, cywilnym lordem admiralicji, prezesem Ligi Morskiej, przewodniczącym komitetu ds. produkcji i dystrybucji artykułów rolnych oraz przewodniczącym Królewskiej Komisji ds. Rolnictwa w Indiach. Zasiadał także w komitecie parlamentarnym pracującym nad reformą indyjskiego systemu politycznego, którą potem sam wdrażał w praktyce jako wicekról.
Gdy po raz pierwszy zaproponowano mu wyjazd do Indii w charakterze gubernatora Madrasu, odmówił. Przyjął dopiero najwyższe stanowisko na subkontynencie, czyli funkcję wicekróla. Pełnił ją przez rekordowy okres 7 lat, aż do przejścia na emeryturę w 1943. Rok przed rezygnacją nakazał aresztowanie przywódców ruchu niepodległościowego, co było następstwem rozpoczętej przez Mahatmę Gandhiego kampanii obywatelskiego nieposłuszeństwa.
Po powrocie do Europy zamieszkał w rodzinnej Szkocji, gdzie udzielał się w instytucjach kościelnych. Zmarł w 1952.